# Rutenija
Rutenija (latinsko Ruthenia ali Rutenia, poljsko Ruś, belorusko Рутэнія, Rutenija. rusko Рутения ali Русь, Rutenija ali Rus, ukrajinsko Рутенія ali Русь, Rutenija ali Rus) je eksonim, izvirno rabljen v srednjeveški latinščini kot eno od več imen za Kijevsko Rusijo, Gališko-volinsko kneževino in po njenem propadu za vzhodnoslovanske in pravoslavne regije Velike litovske kneževine in Kraljevine Poljske v sedanji Ukrajini in Belorusiji.
V zgodnjem modernem obdobju se je izraz Rutenija začel povezovati predvsem z ukrajinskimi deželami poljske krone in Kozaškim hetmanatom. Bogdan Hmelnicki se je poljskemu predstavniku Adamu Kysilini februarja 1649 predstavil kot vladar rutenske države. Velika kneževina Rutenija je bilo ime projekta za politično integracijo Kozaškega hetmanata v Poljsko-litovsko-rutensko skupnost narodov.
Dežele, naseljene z Ukrajinci (Rutenci) v Kneževini Galiciji in Lodomeriji (1772–1918), ki ustrezajo delom sedanje zahodne Ukrajine, so Avstrijci imenovali Rutenija. Zdaj se izraz Rutenija uporablja za dele nekdanje Rutenije med Srednjo in Vzhodno Evropo na pobočjih Karpatov v delih Ukrajine, Poljske in Slovaške, naseljene z Rusini.

## Etimologija
Beseda Rutenija je nastala kot latinsko ime regije, katere prebivalci so sami sebe imenovali Rusi (Rus'). V srednjem veku so pisci v angleškem in drugih zahodnoevropskih jezikih uporabljali ime Rutenija za dežele, naseljene z Vzhodnimi Slovani. Rusija se je do konca 17. stoletja imenovala Velika Rutenija ali Bela Rutenija.
Izraz "Rusija ali Rutenija" se pojavlja v latinski razpravi Mores, leges et ritus omnium gentium, per Ioannem Boëmum, Aubanum, Teutonicum ex multis clarissimis rerum scriptoribus collecti (Običaji, zakoni in obredi vseh narodov Ioanesa Boëma, Aubana, Tevtonika  iz mnogih najbolj znanih stvari, ki so jih zbrali Johann Boemus) iz leta 1520. V poglavju De Rusia sive Ruthenia, et recentibus Rusianorum moribus (O Rusiji ali Ruteniji in sodobnih običajih Rusov) Boemus pravi, da se dežela razteza od Baltskega morja do Kaspijskega jezera in od Dona do Severnega oceana. Dežela je vir čebeljega voska, ima gozdove z živalmi z dragocenim krznom in prestolnico Moskvo (Moscovia), imenovano po reki Moskvi (Moscum amnem). Moskva ima obseg 14 milj.
Danski diplomat Jakob Ulfeldt, ki je odpotoval v Rusijo leta 1578 na obisk k carju Ivanu IV., je svoje po smrti objavljene spomine (1608) naslovil Hodoeporicon Ruthenicum (Potovanje v Rutenijo).

## Zgodovina

### Zgodnji srednji vek
V evropskih rokopisih iz 11. stoletja je izraz Rutenija pomenil ozemlje nekdanje Kijevske Rusije. Uporabljal se je tudi za Slovane z otoka Rügen in drugih baltskih Slovanov, ki so jih letopisci iz 12. stoletja opisovali kot hude gusarske pogane, čeprav se je Kijevska Rusija v 10. stoletju spreobrnila v krščanstvo.  Po uničujoči mongolski okupaciji večjega dela Kijevske Rusije in Rutenije, ki se je začela v 13. stoletju, so se zahodne rutenske kneževine vključile v Veliko litovsko kneževino, ki se je preimenovala v Kneževino Litve in Rutenije. Po poljski zasedbi Galicije so poljski kralji k svojemu naslovu dodali  naslov "kralj Rutenije". Po ustanovitvi poljsko-litovske Republike obeh narodov so se naslovi združili. Majhen del Kijevske Rusije (Zakarpatje, zdaj večinoma del Zakarpatske oblasti v današnji Ukrajini) je v 11. stoletju zasedlo Ogrsko kraljestvo. Ogrski kralji so naslov "Kralj Galicije in Lodomerije" uporabljali do leta 1918.

### Pozni srednji vek
Do 15. stoletja je Moskovska kneževina (Moskovija, Moskovska Rusija) vzpostavila svojo suverenost nad velikim delom starodavnega rutenskega ozemlja in se začela vojskovati z Litvo za preostalo rutensko ozemlje. Leta 1547 je Moskovska kneževina spremenila ime v Moskovska velika kneževina in carstvo cele Rusije in zahtevala suverenost nad "vso Rusijo". Sosednja Poljska sprememb ni priznala. Moskovsko prebivalstvo je bilo pravoslavne vere in je namesto latinskega imena Rutenija raje uporabljalo grško različio Rosija (grško Ῥωσία).
V 14. stoletju so južna ozemlja starodavne Kijevske Rusije, vključno z kneževinama Galicija-Volinja in Kijev, postala del Velike litovske kneževine, ki se je leta 1384 združila s katoliško Poljsko in se leta 1569 preimenovala v Republiko obeh narodov. Zaradi rabe latinice namesto cirilice so ta ozemlje običajno označevali z latinskim imenom Rutenia. V tem obdobju so se v latinščini in drugih zahodnoevropskih uporabljala tudi druga imena. Na ozemlju Galicije-Volinije je bilo ustanovljeno Rutensko (Rusko) vojvodstvo, ki je obstajalo do 18. stoletja.
Ta južna ozemlja so vključevala:
• Gališko-Volinsko kneževino (ali kraljestvo,  ukrajinsko Галич-Волинь, Galič-Volin ali Галицько-Волинське королівство, Galicko-Volinske korolivstvo, poljsko Ruś Halicko-Wołyńska ali Księstwo halicko-wołyńskie)
• Galicijo (ukrajinsko Галич, Galič ali Галицько-Волинська Русь, Galicko-Volinska Rus, poljsko Ruś Halicka)
• Belo Rutenijo (vzhodni del sedanje Belorusije, belorusko Белая Русь,  Belaja Rus, poljsko Ruś Biała)
• Črno Rutenijo (zahodni del sedanje Belorusije, belorusko  Чорная Русь, Čornaja Rus, poljsko Ruś Czarna)
•	Galicijo ali Rdečo Rutenijo, zahodno Ukrajino in jugovzhodno Poljsko (ukrajinsko Червона Русь, Červona Rus, poljsko Ruś Czerwona)
•	Karpatsko Rutenijo (ukrajinsko Карпацька Русь, Karpacka Rus, poljsko Ruś Podkarpacka
Rusko carstvo se je do leta 1547 uradno imenovalo Великое Княжество Московское  (Velikoje knjažestvo Moskovskoje, Velika moskovska kneževina), čeprav je bil že car Ivan III. (1440–1505, vladal 1462–1505) rojen kot  "veliki car cele Rusije".

### Moderna doba

#### Ukrajina
Ko je avstroogrska monarhija leta 1772 pretvorila  vazalno državo Galicijo-Lodomerijo v svojo provinco, so habsburški uradniki spoznali, da se lokalno vzhodnoslovansko prebivalstvo razlikuje od Poljakov in Rusov in se še vedno imenuje Rus. Avstrijska uprava je trajala do razpada Avstro-Ogrskega cesarstva leta 1918.
Od 80. let 19. stoletja do prvega desetletja 20. stoletja se je razširil etnonim Ukrajina in postal med Ukrajinci v Carski Rusiji substitut za Malo Rusijo. Izraz Rus je postal omejen na zahodne dele sedanje Ukrajine (Galicija/Galič, Karpatska Rutenija), kjer je ukrajinski nacionalizem tekmoval  z gališkim rusofilstvom. V zgodnjem 20. stoletju je izraz Ukrajina skoraj v celoti nadomesil Malo Rusijo.
Za Rusine (Rutene) so se sami razglasili ruski prebivalci na Poljskem in v Češkoslovaški republiki. Do leta 1939 je za mnogo Rusinov in Poljakov beseda Ukrajinec pomenila osebo, vpleteno v nacionalistično gibanje ali je naklonjeno temu gibanju.

#### Sodobna Rutenija
Za podrobne podatke o tej temi glej Rusini.
Po letu 1918 se je ime Rutenija zkrčilo na območje južno od Karpatov na Madžarskem,  imenovano tudi Karpatska Rutenija (ukrajinsko карпатська Русь, Karpatska Rus), vključno z mesti Mukačevo, Užgorod in Prešov, naseljeno s Karpato-Rusini, skupino vzhodnoslovanskih gorjanov. Medtem ko so se gališki  Rusini imeli za Ukrajince, so bili Karpato-Ruteni zadnje vzhodnoslovansko ljudstvo, ki je ohranilo starodavno zgodovinsko ime Ruten (latinska oblika slovanskega Rusina). Danes se izraza Rusin/rusinski  uporablja za narod in jezik Rusinov, ki niso bili pripravljeni sprejeti ukrajinske narodne identitete.
Karpatska Rutenija (madžarsko Kárpátalja) je postala del Ogrskega kraljestva, ustanovljenega leta 1000. Maja 1919 je bila kot nazivno avtonomna pokrajina Podkarpatska Rusija vključena v začasno češkoslovaško državo. Od takrat so Rusini razdeljeni v tri skupine: rusofile, ki štejejo Rusine za del ruskega naroda, ukrajinofile, ki se imajo za Ukrajince, tako kot Rusini v Galiciji, in rutenofile, ki se imajo za poseben narod in želijo razviti lasten rusinski jezik in kulturo.
V nemškem tisku so se leta 1938 začeli pojavljati pozivi k neodvisnosti in širitvi Ukrajine, ki bi vključevala Rutenijo, dele Madžarske in jugovzhod Poljske, vključno s Kijevom in Harkovom. Francoski in španski tisk je pozive označil za problematične.
15. marca 1939 je ukrajinskofilski predsednik Karpato-Rutenije Avguštin Vološin razglasil njeno neodvisnost kot Karpatsko-Ukrajino. Pokrajino je še istega dne zasedla madžarska vojska in jo priključila k Madžarski. Leta 1944 je njeno ozemlje  zasedla sovjetska armada, leta 1945 pa je bilo priključeno k Ukrajinski SSR. Rusini v ZSSR niso bili uradno priznana etnična skupina, saj jih je sovjetska vlada štela za Ukrajince.
Sedanja ukrajinska vlada in nekaj politikov trdijo, da so Rusini del ukrajinskega naroda. Nekateri prebivalci Zakarpatske oblasti v Ukrajini se še vedno imajo za Rusine/Rutene, čeprav so uradno Ukrajinci.
Po drugi svetovni vojni je v vzhodni Češkoslovaški, sedanji Slovaški, ostala rusinska manjšina, ki se je hitro asimilirala v slovaško večino.
Rusinski pisni jezik je bil standardiziran leta 1995.

## Rutenij
Baltiski nemški naravoslovec in kemik Karl Ernst Claus, član Ruske akademije znanosti, rojen leta 1796 v Dorpatu (Tartu) v Livonski guberniji Ruskega carstva (zdaj Estonija), je leta 1844 iz uralske platinske rude izoliral kemijski element in ga po Ruteniji imenoval rutenij. Latinsko ime Rutenija je takrat pomenilo celo Rusijo..